# Ankyra
Ankyra, rod zelenih algi iz porodice Sphaeropleaceae. Priznato je šest vrsta.

## Vrste
1. Ankyra ancora (G.M.Smith) Fott - tipična
2. Ankyra calcarifera (Kisselev) Fott
3. Ankyra inermis Reymond & Druart
4. Ankyra judayi (G.M.Smith) Fott
5. Ankyra ocellata (Korshikov) Fott
6. Ankyra starrii K.W.Lee & Bold

## Sinonimi
- Ankyra lanceolata (Korshikov) Fott  = Lanceola spatulifera (Korshikov) Hindák
- Ankyra paradoxioides S.Cirik  = Paradoxia paradoxioides (S.Cirik) E.Hegewald & O.L.Reymond
- Ankyra spatulifera (Korsikov) Fott = Lanceola spatulifera (Korshikov) Hindák